# Змінна відновлювана енергія
Змінні відновлювані джерела енергії (ЗВД, англ. VRE) або переривчасті відновлювані джерела енергії (англ. IRES) — це відновлювані джерела енергії, які не підлягають диспетчеризації через їхню мінливу природу, наприклад енергія вітру та сонячна енергія, на відміну від керованих відновлюваних джерел енергії, як от гідроелектростанція або електростанції на біомасі, чи відносно постійні джерела, скажімо геотермальна енергія.
Мережі з високим рівнем проникнення відновлюваних джерел енергії, здебільшого, потребують більш гнучкої генерації, а не базової генерації.
Використання невеликої кількості переривчастої електроенергії, мало впливає на роботу мережі.  Використання більшої кількості змінюваної в часі електроенергії, може вимагати удосконалення або навіть перепланування електричної мережі.
Способи поглинання великої частки змінної енергії в мережі, охоплюють: використання накопичувачів (наприклад водосховища на узвищі, в які закачується вода, коли є надлишок електроенергії), покращений взаємозв’язок між різними змінними джерелами для згладжування постачання, використання диспетчеризованих джерел енергії, як от гідроелектростанція, і наявність надлишкових потужностей, щоб виробляти достатню кількість енергії, навіть за несприятливих погодних умов (слабкий вітер, хмари).  Посилення зв’язків між енергетичним сектором і будівельними, транспортними і промисловими галузями, також може допомогти.

## Передумови та термінологія
Проникнення непостійних відновлюваних джерел енергії в більшість електромереж, загалом є низьким: світове виробництво електроенергії 2021 року становило 7% за допомогою вітрової енергії та 4% від сонячної.  Однак 2021 року, наприклад Данія, Люксембург і Уругвай, виробляли понад 40% власної електроенергії за допомогою вітру та сонця.  Властивості змінюваних відновлюваних джерел охоплюють їхню непередбачуваність, мінливість і низькі експлуатаційні витрати.  Вони, разом із іншими відновлюваними джерелами енергії, здебільшого, є асинхронними генераторами (а не синхронними), тож створюють виклик операторам мереж, які повинні забезпечити відповідність попиту та пропозиції.  Рішення передбачають накопичення енергії, швидка відповідь на попит, наявність надлишкових потужностей і зв’язок секторів.  Невеликі відокремлені електричні мережі, можуть бути менш стійкими до високих рівнів проникнення змінюваних поновлюваних джерел енергії.
Відповідність попиту на електроенергію та її постачання, не є перешкодою, притаманною для джерел переривчастого живлення.  Наявні електромережі вже містять складові невизначеності, зокрема раптові й значні зміни попиту, та непередбачені збої на електростанціях.  Попри те, що електромережі вже спроектовані так, щоб мати певну пропускну здатність, яка перевищує передбачуваний пік попиту, для вирішення цих питань, може знадобитися значне їхнє удосконалення, для забезпечення пропускання великих обсягів переривчастої електроенергії.
Кілька ключових термінів, корисні для розуміння вад переривчастих джерел живлення.  Ці визначення не стандартизовані, тож можуть використовуватися їхні видозміни.  Більшість із цих термінів, також застосовуються до звичайних електростанцій.
• Переривчастість або мінливість — це ступінь коливань у виробленні електрики джерелом живлення.  Це має дві частини: передбачувану мінливість (наприклад, цикл день-ніч) і непередбачувану частину (недосконалий місцевий прогноз погоди).  Термін переривчастий, може застосовуватися для позначення непередбачуваної частини, а змінний, тоді стосується передбачуваної частини.
• Диспетчеризація – це здатність даного джерела живлення швидко збільшувати та зменшувати вихід потужності на вимогу.  Сутність цього, відрізняється від переривчастості;  диспетчеризація є одним із кількох способів системних операторів узгодити постачання (виробництво генератора) із системним попитом (технічні навантаження).
• Проникнення – це кількість електроенергії, виробленої від певного джерела, у відсотках від річного споживання.
• Номінальна потужність або паспортна потужність — це теоретичні розрахунки, зареєстровані органами влади, задля класифікації пристрою.  Для переривчастих джерел живлення, як от вітер і сонце, потужність, зазначена в паспорті, є вихідною потужністю джерела за зразкових умов, наприклад якнайбільш корисний вітер або яскраве сонце в ясний літній день.
• Коефіцієнт потужності, коефіцієнт середньої потужності або коефіцієнт навантаження — це співвідношення справжнього виробництва електроенергії за певний проміжок часу (зазвичай рік) до ймовірного виробництва за цей період часу.  По суті, це співвідношення між кількістю електроенергії, яку виробила установка, і кількістю електроенергії, яку виробила б ця установка, якби працювала на зазначеній потужності, протягом усього періоду часу.
• Постачальник запевняє, що надійна потужність або передбачена енергія, будуть доступними будь-коли протягом проміжку часу, охопленого зобов'язанням.
• Кредит потужності: кількість традиційної (диспетчеризованої) генерувальної потужності, яку напевно можна вилучити із системи, зберігаючи її надійність; зазвичай виражається у відсотках від номінальної потужності.
• Передбачуваність або певність — це те, наскільки точно оператор може передбачити генерацію (вироблення енергії): наприклад, потужність припливної електростанції змінюється залежно від припливів, але цілком передбачувана, оскільки орбіту Місяця (супутника Землі) можна точно зауважити, а покращені прогнози погоди, можуть зробити енергію вітру більш передбачуваною.